# Lagen om Antarktis
Lagen om Antarktis (2006:924) är en lag som reglerar Sveriges skyldigheter i Antarktis enligt Antarktisfördragets miljöprotokoll. 
Den som vistas i eller bedriver verksamhet i Antarktis har skyldighet för att förhindra att avfall uppkommer och lämnas i Antarktis, och ska i övrigt skydda och bevara miljön. Lagen innehåller förbud eller begränsningar för olika slags verksamheter som gäller bland annat radioaktivt material, mineralutvinning, inverkan på djur- och växtlivet, och utsläpp från fartyg. Lagen innehåller även särskilda bestämmelser om skyldigheter att förhindra miljöfarliga olyckor, och om betalningsansvar vid miljöfarlig olycka. 
Lagen kräver tillstånd för att bedriva verksamhet  i Antarktis, eller ens vistas där. I Sverige är Polarforskningssekretariatet tillstånds- och tillsynsmyndighet. Ansökan ska innehålla en miljökonsekvensbeskrivning som ger en samlad bedömning av verksamhetens eller vistelsens inverkan på miljön i Antarktis. 

## Källa
Michanek, Gabriel; Zetterberg, Charlotta (2012). Den svenska miljörätten